# Weimarer Frühjahrstage für zeitgenössische Musik
Die Weimarer Frühjahrstage für zeitgenössische Musik sind ein Festival für Neue Musik. Sie wurden 2000 gegründet und finden jedes Jahr in Weimar statt. Seit 2007 organisiert der Verein via nova, zugleich Förderverein des Deutschen Komponistenverbandes Landesverband Thüringen, das Festival. Er fungiert als die Thüringer Sektion der Gesellschaft für Neue Musik und ist Mitglied des Landesmusikrates Thüringen. Als Vorsitzender wirkt der Komponist Johannes K. Hildebrandt. Zum Ehrenvorsitzenden wurde der Komponist Karl Dietrich ernannt.
Der Veranstaltung ist ein Kompositionswettbewerb für Orchester und Kammermusik angeschlossen, der junge Komponisten mit einem Preisgeld i.H.v. 6.000 Euro fördern soll. Bisherige Preisträger waren u. a. Graham Waterhouse (2000), Jan Kopp (2002), Susanne Stelzenbach (2006), Caspar de Gelmini (2007), Péter Kőszeghy (2008) und Christoph Breidler (2020).
Zu den Komponisten, von denen in der Vergangenheit Stücke uraufgeführt wurden, gehören: Günter Neubert, Peter Helmut Lang, Helmut Oehring, Helmut Zapf, Juliane Klein, Iraida Yusupova, Annette Schlünz, Lothar Voigtländer, Gwyn Pritchard, Karl Heinz Wahren, Hubert Hoche und Thomas Nathan Krüger.